# Kamil Costa de Beauregard
Kamil Costa de Beauregard, właśc. Camille Costa de Beauregard (ur. 17 lutego 1841 w Chambéry, 25 marca 1910 tamże) – francuski kapłan, błogosławiony Kościoła katolickiego. 
Urodził się 17 lutego 1841 roku w Chambéry, we francuskim departamencie Sabaudii. Uczył się w szkołach religijnych pod okiem księdza-nauczyciela, ale stracił zapał, z jakim przeżywał swoją wiarę w dzieciństwie. W wieku dwudziestu dwóch lat, wstępując do katedry w Chambéry, zaczął na nowo wierzyć z determinacją. Wyjechał do Rzymu, gdzie studiował w Seminarium Francuskim i 26 maja 1866 roku przyjął święcenia kapłańskie. Po powrocie do Chambéry i mianowaniu go wikariuszem katedralnym poświęcił się nisko opłacanym robotnikom, ale przede wszystkim osieroconym i bezrobotnym dzieciom: dla nich założył dzieło Bocage, aby przygotować ich do pracy w roli ogrodników i rolników. Camillo osobiście opiekował się każdym chłopcem, także pod kątem wychowania religijnego. Miał wielu przyjaciół i dobroczyńców, wspierał go także św. Jan Bosko. Wielokrotnie odmawiał przyjmowania stanowisk i zaszczytów, byle tylko pozostać w służbie swoich synów. 
Zmarł w Wielki Piątek 25 marca 1910 roku. Jego szczątki spoczywają od 1911 roku w Bocage. 
W 1961 roku rozpoczął się jego proces beatyfikacyjny; 22 stycznia 1991 papież Jan Paweł II podpisał dekret o heroiczności jego cnót, gdzie po tym przysługiwał mu tytuł Czcigodnego Sługi Bożego. 14 marca 2024 roku papież Franciszek upoważnił do promulgacji dekretu o cudzie, który wydarzył się za jej wstawiennictwem, otwierając drogę do jej beatyfikacji. W związku ze śmiercią papieża, Watykan zawiesił uroczystości beatyfikacyjne, jednakże 12 maja 2025 Watykan ogłosił iż uroczystości odbędą się zgodne z wcześniejszymi planami i papież Leon XIV, po raz pierwszy w pontyfikacie, zezwolił na uroczystą ceremonię beatyfikacyjną, która odbyła się 17 maja 2025 roku w katedrze w Chambery. 
Jego wspomnienie liturgiczne obchodzone jest 25 marca.